# 환영특공
환영특공(幻影特功: Hot War)은 홍콩에서 제작된 마초성 감독의 1998년 액션 영화이다. 정이건 등이 주연으로 출연하였고 성룡 등이 제작에 참여하였다.

## 출연

### 주연
- 정이건
- 진소춘
- 진혜림

### 조연
- 윤자유
- 양쟁
- Terence Lin

## 제작진
- 프로듀서: 장지량
- 미술: 해중문
- 무술감독: 동위
- 의상: 오리로
- 출품인: 추문회

## 한국어 더빙 성우진(MBC, 2000년 9월 2일)
- 안지환 - 독고 (정이건)
- 박조호 - 송수 (진소춘)
- 윤성혜 - 회람 (진혜림)
- 이성
- 황윤걸
- 이진홍
- 장성호
- 최석필
- 송준석
- 이상범
- 김서영
- 김지영
- 최한
- 표영재